# 北の三人
『北の三人』（きたのさんにん）は、1945年に製作・公開された日本映画。東宝製作。日本軍の航空基地で通信業務を担う3人の女性通信士たちの活躍を描いた戦争映画である。動画フォーマットはモノクローム、画面アスペクト比はスタンダード（4:3）、72分。
1945年8月5日に封切られ、同年8月15日の敗戦当時に国内で唯一上映されていた劇映画であり、戦時下最後の映画作品となった。
戦意高揚のためのプロパガンダであると同時に、女性による軍事参加を女性の社会進出の一環として肯定的に描いた、当時の日本としては異色の戦時映画であり、池川玲子は論文において「極めてフェミニズム色の濃い映画」と評している。
航空機の飛行シーンは円谷英二による特撮が採用されている。

## ストーリー
青森飛行場に緊急のモールス符号通信が入った。択捉島の北海飛行場へ向けて飛行中の輸送機60号が、機体不調のために緊急着陸許可を仰ぐ連絡だった。若き女性通信士・上野すみ子の的確な着陸誘導管制により、輸送機は無事着陸に成功する。すみ子は病気で倒れた男性通信士に代わり、ほとんど1人で飛行場の管制任務を担当していた。
輸送機には、北海飛行場よりさらに北にある千島飛行場へ東京から転任する松本よしえも乗り組んでいた。よしえの兄・カズオ（漢字表記不明）はすみ子の婚約者だったが、婚礼を挙げないままだった。再会を喜ぶすみ子に対し、よしえはなぜかそっけない態度をとる。夜間休憩の際、よしえは宿舎のすみ子の部屋を訪ね、カズオがビルマ戦線への出征の果てに戦死を遂げたことを明かす。ふたりは泣きながら抱き合い、「カズオさんに代わって、私たち女がお国にご奉公しましょう」と誓い合う。
翌朝。任務上、輸送機はどうしてもこの日に飛ばなければならなかったが、上空には霧が立ち込めていた。輸送機の操縦士・角田は地上通信士の指示を頼りに飛ぶ「盲目飛行」を決断する。青森飛行場では、すみ子が飛行誘導の任務についた。輸送機に乗り組む機上通信士の石井が肺炎で倒れたため、輸送機に乗り合わせるよしえが急遽機上通信を担うことになり、北海飛行場の女性通信士・後藤あき子が着陸誘導管制を担当することになった。
防空監視隊の地元女性3人の尽力もあり、輸送機は離陸直後の山肌に囲まれた難所をくぐり抜けることに成功。青森飛行場から「ガンバレ」の文字とよしえの似顔絵が描かれた模写電信が輸送機に届けられた。やがて、北海飛行場が敵機の爆撃に遭い、あき子は崩れた天井の瓦礫に襲われる。そのため通信が一時途絶えるも、北海飛行場はなんとか敵機を迎撃し、輸送機に「着陸可能」の連絡を届ける。
輸送機は無事北海飛行場に着き、よしえは手に包帯を巻いたあき子と再会する。着陸完了の連絡は青森飛行場のすみ子の元にも入った。青森飛行場長・正木はすみ子に対し、「君たちは女子の道を一歩前進させた」とほめたたえた。

## キャスト

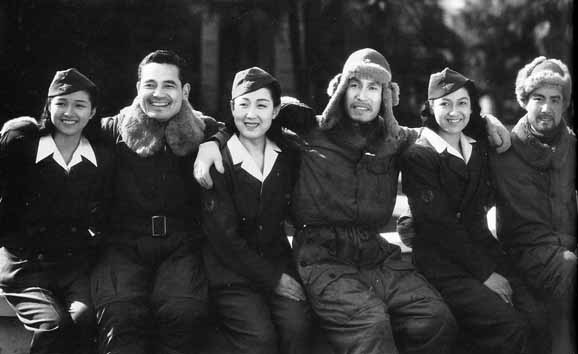
左から高峰、藤田、山根、佐分利、原、河野

- 原節子 - 上野すみ子（青森飛行場通信士）
- 高峰秀子 - 松本よしえ（千島飛行場通信士）
- 山根寿子 - 後藤あき子（北海飛行場通信士）
- 藤田進 - 角田（輸送機60号操縦士）
- 河野秋武 - 望月勲（東大気象観測所員 原の同僚）
- 佐分利信（松竹） - 原巌（あき子の恋人 東大気象観測所員）
- 志村喬 - 正木（青森飛行場長）
- 田中春男 - 石井（輸送機60号通信士）
- 浅田健三 - 内山（輸送機60号航空士）
- 光一 - 川島（輸送機60号機関士）
- 小森敏 - 小富（北海飛行場通信士 あき子の同僚）
- 羽島敏子 - みよ（青森の防空監視隊員）
- 中北千枝子 - まつ（青森の防空監視隊員）
- 尾崎幸子 - よね（青森の防空監視隊員）

## スタッフ
- 監督[1] : 佐伯清 [注釈 1]
- 製作 : 田中友幸
- 脚本 : 山形雄策
- 撮影 : 中井朝一
- 美術 : 平川透徹
- 音楽 : 早坂文雄
- 特殊技術：円谷英二、片岡造[注釈 2]